# Stuart Kennedy
Stuart Robert Kennedy (født 31. maj 1953 i Grangemouth, Skotland) er en tidligere skotsk fodboldspiller (højre back).
Kennedy tilbragte hele sin karriere i hjemlandet, hvor han var tilknyttet henholdsvis Falkirk og Aberdeen. I løbet af sine syv sæsoner i Aberdeen var Kennedy en del af klubbens mest succesfulde periode nogensinde, hvor holdet både vandt det skotske mesterskab, FA Cuppen og Pokalvindernes Europa Cup. Han måtte stoppe sin karriere allerede som 30-årig i 1983, på grund af en alvorlig skade han pådrog sig i semifinalen af førnævnte triumf i Pokalvindernes Europ Cup.
Kennedy spillede desuden otte kampe for det skotske landshold. Hans første landskamp var et opgør mod Bulgarien 22. februar 1978, hans sidste en kamp 18. november 1981 mod Portugal.
Han repræsenterede sit land ved VM i 1978 i Argentina. Han spillede to af skotternes tre kampe i turneringen, men kunne ikke forhindre at holdet blev slået ud efter det indledende gruppespil.

## Titler
Skotsk mesterskab
- 1980 med Aberdeen

Skotsk FA Cup
- 1982 og 1983 med Aberdeen

Skotsk Liga Cup
- 1977 med Aberdeen

Pokalvindernes Europa Cup
- 1983 med Aberdeen

UEFA Super Cup
- 1983 med Aberdeen